# Ловер-Мілфорд Тауншип (округ Лігай, Пенсільванія)
Ловер-Мілфорд Тауншип (англ. Lower Milford Township) — селище (англ. township) в США, в окрузі Лігай штату Пенсільванія. Населення — 3861 особа (2020).

## Демографія
Згідно з переписом 2010 року, у селищі мешкало 3775 осіб у 1364 домогосподарствах у складі 1095 родин. Було 1417 помешкань
Расовий склад населення:
| - 97,0 % — білих - 0,9 % — азіатів - 0,4 % — чорних або афроамериканців - 0,3 % — корінних американців |

До двох чи більше рас належало 1,2 %. Частка іспаномовних становила 1,4 % від усіх жителів.
За віковим діапазоном населення розподілялося таким чином: 23,0 % — особи молодші 18 років, 62,9 % — особи у віці 18—64 років, 14,1 % — особи у віці 65 років та старші. Медіана віку мешканця становила 45,0 року. На 100 осіб жіночої статі у селищі припадало 102,8 чоловіків;  на 100 жінок у віці від 18 років та старших — 100,1 чоловіків також старших 18 років.
Середній дохід на одне домашнє господарство  становив 104 420 доларів США (медіана — 89 797), а середній дохід на одну сім'ю — 107 303 долари (медіана — 89 949). Медіана доходів становила 60 331 долар для чоловіків та 49 570 доларів для жінок. За межею бідності перебувало 2,6 % осіб, у тому числі 1,7 % дітей у віці до 18 років та 3,9 % осіб у віці 65 років та старших.
Цивільне працевлаштоване населення становило 2152 особи. Основні галузі зайнятості: освіта, охорона здоров'я та соціальна допомога — 24,7 %, виробництво — 22,0 %, науковці, спеціалісти, менеджери — 11,0 %, будівництво — 10,9 %.